# させぼバス
させぼバスは、長崎県佐世保市に本社を置き路線バスを運行するバス事業者。佐世保市が100%出資した会社である。

## 概要
廃止された佐世保市交通局（佐世保市営バス）の公営交通として存続させつつ、経営効率化を図る目的で、2009年（平成21年）4月28日に設立された。長崎県内の公営バスの子会社としては、長崎県交通局（長崎県営バス）の子会社である長崎県央バスに次いで2例目である。
設立から約半年後の2009年（平成21年）12月1日より、矢峰営業所から委託されて路線バス事業を開始した。事業開始に伴い、同営業所の車両50台と便数366本のうち、車両6台と30本の便が移管され、他の車両44台と336本の便は管理委託となっている。路線や運賃は従来どおりの内容を維持する。
2012年（平成24年）12月1日より黒髪営業所も同様に運営委託となった。
バス車両のデザインは市営バスと同一で、時刻表やバス停は市営バスのものを使用していた。
2019年（平成31年）3月23日限りで佐世保市交通局の運行が終了したことにより受託運行は終了した。佐世保市交通局が運行ならびに委託していた路線は翌3月24日から全て西肥自動車が一旦全面的に継承する事となり、西肥自動車から一部の路線を受託する形（旧来からの市営バス受託路線ならびに市営バス一部直営路線を含む）で会社を存続、同時に貸切バスは佐世保市交通局の貸切バス事業を引き継ぎ、バス事業を継続している。かつて、二階建てバスエアロキングを保有していた。また、佐世保市交通局が行っていた駐車場事業も引き継ぐ。

## 沿革

### 平成
- 2009年（平成21年）4月28日 佐世保市交通局100%出資子会社の「させぼバス株式会社」を設立。
- 2009年（平成21年）12月1日 矢峰営業所の所属車両・路線をさせぼバスに譲渡および管理委託化。
- 2012年（平成24年）12月1日 黒髪営業所の所属路線をさせぼバスに管理委託化。
- 2016年（平成28年）12月 同年6月から試験導入していた液晶運賃表示機の本格導入を開始[6]。
- 2019年（平成31年）3月23日 佐世保市営バスの運行が終了に伴い、受託運行も終了。
- 2019年（平成31年）3月24日 佐世保市営バスが西肥自動車に譲渡し、引き続き管理を委託。
- 2019年（平成31年）3月31日 佐世保市交通局が廃止[7]。
  - 佐世保市が100%出資する子会社「させぼバス」は存続させ、民間の西肥自動車と2社による運行体制とする[7]。

### 令和
- 2020年（令和2年）
  - 6月28日 会社創設時より使用していた長崎県内9社局共通乗車ICカード「長崎スマートカード」の機器更新に伴い、同カードに代わる形で新たに「nagasaki nimoca」を導入[8]。同時にnimocaと提携している全国10社交通系ICカード（SUGOCA、Suica、PASMOなど）との相互利用も可能。これに伴い、当社における長崎スマートカードの新規販売は前日の6月27日を以って終了。
  - 9月30日 佐世保市敬老パス・福祉パスを除く「長崎スマートカード」の利用を終了。
- 2021年（令和3年）6月30日 西肥自動車同様に、併用利用していた「長崎スマートカード」ベースの佐世保市敬老パス・福祉パスの最終有効期限到来に伴い、「長崎スマートカード」のサービスをすべて終了。ならびにnagasaki nimocaに移行が全て完了した。
- 2022年（令和4年）3月24日 - 西肥自動車同様に、佐世保市地域公共交通持続化計画に基づくダイヤ改正を実施[9]。
- 2023年（令和5年）2月28日 - 西肥自動車が運営するスマートフォンのアプリやパソコンから運賃・時刻検索に加えて現在位置情報や運行状況の確認が可能なサービス「西肥バスナビ」と拡大表示機能を備えた停留所時刻表に加え、佐世保市内外を運行する西肥自動車の他、させぼバス委託車両と、自社保有車両の路線バスの現在位置情報や最新の運行情報の表示が可能なデジタルサイネージ式バス停「スマートバス停」[10]の運用を開始[11]。

## 営業所
- 佐世保駅前営業所（長崎県佐世保市白南風町7-38）
  - 駅前営業所に所属する車両は、入口の扉の横や後ろ側のガラスに赤色（■）に頭文字の『駅』が書かれているステッカーや市営バス時代と同様、前面にシールが貼られている。
- 矢峰営業所（長崎県佐世保市矢峰町157）
  - 矢峰営業所に所属する車両及び自社保有の路線車両は、入口の扉の横や後ろ側のガラスに黄色（■）に頭文字の『矢』が書かれているステッカーが貼られている。
- 黒髪営業所（長崎県佐世保市黒髪町14-20）
  - 黒髪営業所に所属する車両は、入口の扉の横や後ろ側のガラスに青色（■）に頭文字の『黒』が書かれているステッカーや市営バス時代と同様、前面にシールが貼られている。

## 路線バス
2009年12月1日 、矢峰営業所から所属車両・路線をさせぼバスに譲渡および管理委託としての運行を開始し、2019年3月24日から佐世保市営バスの委託が終了しても、西肥バスの委託を受けて、引き続き旧佐世保市営バス路線を運行している。
させぼバス移管後も旧佐世保市営バスでの車内放送（一部バス停を除く）や整理券番号が継承されている。整理券番号は11番から始まる独自方式で、車内の運賃表示器にも1～10番が表示されない。

### 現行路線
西肥バス（その中の元佐世保市営バス）の項目を参照。
- 戸尾山祗循環線、十郎原線、天神循環線、教育隊線、若葉循環線、木風線の各一部の便で自社運行も行っている。

佐世保市営バス運行終了後、新設となった系統・路線（2019年当時）
東部系統/下の原橋線
- 黒髪 - 椿ヶ丘 - もみじが丘 - 卸本町入口 - 卸本町 - 大塔新田 - 早岐駅前 - 下の原橋
- ＜往路のみ＞佐世保駅前以遠 - 大宮町 - 大和町西龍橋 - 桜馬場 - 食品団地会館前 - 卸本町入口 - 大塔町 - 早岐駅前 - 下の原橋
- ＜往路のみ＞佐世保駅前以遠 - 大宮町 - 大和町西龍橋 - 桜馬場 - 卸本町入口 - 大塔新田 - 早岐駅前 - 下の原橋
- ＜復路のみ＞下の原橋 - 早岐駅前 - 大塔新田 - 卸本町 - 卸本町入口 - バイパス中央 - 大和町西龍橋 - 大宮町 - 佐世保駅前以遠

佐世保市営バス運行終了後、廃止となった系統・路線（2019年当時）
大野系統
- （俵町以遠） - 大野車庫前

相浦系統/実業高校便
- 木宮町 - 佐世保実業高校
  - 路線廃止後も経由地として存続されており、実業高校経由木宮町行は朝の1本のみ、木宮町発実業高校経由は朝に1本（母ヶ浦・星和台・美鳥が丘・SSK経由）、夕方以降は平日に4本（うち1本は母ヶ浦・SSK経由で、残りは全て母ヶ浦・日野経由）、土日祝に2本（母ヶ浦・日野経由のみ）運行されている。2022年3月24日のダイヤ改正により、新設となる母ヶ浦循環線の経由系統へ移行された[9]。

相浦系統/パールシー九十九島水族館便
- 木場入口 - 松浦町 - おしの浦分道 - 動植物園前 - パールシーリゾート九十九島水族館
- 沖新町 - 松浦町 - おしの浦分道 - 動植物園前 - パールシーリゾート九十九島水族館
  - 廃止後、平日の夕方に佐世保駅前発に短縮した動植物園前経由パールシーリゾート九十九島水族館行が運行されていたが、この便も2022年3月24日のダイヤ改正に伴い廃止された[9]。

船越系統/おしの浦分道便
- 黒髪 - 山祗町 - 京町 - 総監部前 - おしの浦分道

黒髪系統/上木場線
- （佐世保駅前以遠） - 大宮町 - 大和町西龍橋 - 桜馬場 - 黒髪 - 上木場

黒髪系統/食品団地線
- （佐世保駅前以遠） - 大宮町 - 大和町西龍橋 - 桜馬場 - 黒髪 - 椿ヶ丘 - もみじが丘 - 食品団地入口 - 食品団地会館前
  - 廃止後、食品団地会館前発の路線は朝の便のみ（平日は佐世保実業高校行と赤崎団地行の2本、土曜は佐世保実業高校と矢峰行の2本、日曜・祝日は矢峰行の1本）で食品団地会館前行は無くなり、食品団地会館前で停車する便は下の原橋行の朝の1本のみであるが、復路はなかった。前述したように、2022年3月24日のダイヤ改正により、もみじが丘線の一系統として復活した[9]。

卸団地・大岳台系統/卸団地会館前便
- （佐世保駅前以遠） - 中央病院入口 - 尼潟 - 大岳台中央 - 卸団地会館前

東部系統/エコスパ線
- （佐世保駅前以遠） - 大宮町 - 大和町西龍橋 - 桜馬場 - 黒髪 - 椿ヶ丘 - もみじが丘 - 食品団地入口 - 大塔新田 - エコスパ佐世保

東部系統/下の原橋線
- （佐世保駅前以遠） - 藤原橋 - 大和町 - 桜馬場 - 卸本町入口 - 大塔町（卸本町） - 大塔新田 - 早岐駅前 - 下の原橋
- （佐世保駅前以遠） - 大宮町 - 中央病院入口 - 尼潟 - 卸団地会館前 - 卸本町 - 大塔新田 - 早岐駅前 - 下の原橋

## 貸切バス
通常の貸切バスに加えて、佐世保競輪場の送迎バス（ファンバス）やスクールバスといった特定用途の貸切バスも運行されている。スクールバスには、マイクロバス（日野・リエッセII）や佐世保特別支援学校向けの2ドア大型ワンステップなどがある。

## 車両
佐世保市交通局と同様、4メーカーから導入しており、UDトラックス（旧:日産ディーゼル）といすゞ自動車が多く、三菱ふそう、日野自動車の順である。現代自動車製の車両（ヒュンダイ・ユニバース）も在籍している。
車両番号は路線だと「R○○○」、貸切だと「C○○○」という3桁の通し番号が使われ、車両メーカーに関係なく採番している。その他の路線バス車両には西肥自動車の管理受託として同社の社番が付されている。詳細は同社の項を参照。
路線バスは佐世保市交通局からの移管以降、交通局廃止まで塗色は交通局と同一であった。西肥自動車へ移管された車両は、"市営バス"の箇所や局章が除去され、「西肥バス」のロゴや「西肥自動車株式会社」のデカールを貼って交通局時代の塗装のままで対応している車両があれば、西肥自動車の一般路線車の塗装をベースに交通局時代の塗色に合わせる委託車専用塗装とした車両もあり、委託車専用塗装に更新された車両もある。
貸切バスは佐世保市交通局からの移管車に加え、日の丸自動車興行、ハウステンボス観光、北海道グローバル観光、西鉄バスなど移籍車も保有されており、塗装は交通局時代から踏襲されているクリーム色に4色のカラーが施された塗装や濃い茶色をベースに佐世保市の花であるカノコユリのイラストが施された塗装だけでなく、前事業者を活かした塗装があるなど、多岐にわたっている。
今後、新車等で導入する自社保有車両については引き続き交通局塗装となる。